# داريوس باير
داريوس باير (بالبولندية: Dariusz Bayer)‏ هو لاعب كرة قدم بولندي في مركز الوسط، ولد في 17 سبتمبر 1964 في بياويستوك في بولندا. لعب مع لخ بوزنان وليغيا وارسو ونادي أورليانز ونادي ال كي اس ودز ونادي فالينسيان وياغيلونيا بياويستوك.